# Communauté de communes de la Hazelle
La communauté de communes de la Hazelle est une ancienne communauté de communes française, qui était située dans le département de Meurthe-et-Moselle.
Le 1er janvier 2013, la communauté de communes fusionne avec la Communauté de communes du Massif de Haye pour former la Communauté de communes de Hazelle en Haye.

## Composition
Cette communauté de communes était composée des 5 communes suivantes :
1. Villey-Saint-Étienne (siège)
2. Avrainville
3. Fontenoy-sur-Moselle
4. Francheville
5. Jaillon

## Administration
| Période                                  | Période          | Identité            | Étiquette | Qualité                                     |
| ---------------------------------------- | ---------------- | ------------------- | --------- | ------------------------------------------- |
| Les données manquantes sont à compléter. |                  |                     |           |                                             |
|                                          | 1er janvier 2013 | Jean-Pierre Couteau |           | Maire de Villey-Saint-Étienne (depuis 2001) |